# 四川合耳菊
四川合耳菊（学名：Synotis setchuenensis）为菊科合耳菊属的植物，为中国的特有植物。分布于中国大陆的四川等地，生长于海拔2,500米至3,200米的地区，多生于灌丛、山谷沟边和路旁，目前尚未由人工引种栽培。

## 别名
四川尾药菊